# 横浜市中央卸売市場
横浜市中央卸売市場（よこはましちゅうおうおろしうりしじょう）は、神奈川県横浜市が運営する中央卸売市場である。
神奈川区に日本国内三番目となる中央卸売市場が1931年（昭和6年）開場、さらに1973年（昭和48年）には金沢区に市内二つ目の中央卸売市場となる南部市場が開場した。これにより、前述の中央卸売市場は本場（ほんじょう）と呼称されるようになった。しかし後述の統合・再編計画により、2015年（平成27年）3月末で南部市場が廃止となり本場に統合されている。
この他、鶴見区に1959年（昭和34年）開設された食肉市場がある。2010年（平成22年）度の取扱高は2086億1554万5730円。
毎年10月には本場にて、「横浜市場まつり」が開催されている。

## 統合・再編計画
南部市場を2014年（平成26年）度までに中央卸売市場としては廃止して本場に統合する再編計画が2010年（平成22年）に発表された。具体的には、本場に集約することにより横浜市における中央卸売市場としての機能強化を図り、南部市場を加工・配送・流通など本場の補完的な役割としての活用に転換するというものである。
2013年（平成25年）2月に横浜市経済局より公表された進捗状況によると、2014年（平成26年）度末の時点で計画通り南部市場を"中央卸売市場としては廃止"し統合に伴う本場施設整備も一部完了するが、低温化処置が必要な水産物関連施設については計画より1年程度遅れ2015年（平成27年）度中に一部エリアで供用開始、さらに2016年（平成28年）度に全体の整備を完了して本格的に供用を開始するとしている。
上記のスケジュール通り南部市場は2015年（平成27年）3月末で廃止され、以降横浜市の中央卸売市場は本場と食肉市場の二箇所体制となっている。

## 市場
- 本場 - 神奈川県横浜市神奈川区山内町1-1
- 食肉市場 - 神奈川県横浜市鶴見区大黒町3-53

廃止された市場
- 南部市場 - 神奈川県横浜市金沢区鳥浜町1-1